# Joachim Neander
Joachim Neander (Brema, 1650 – Brema, 31 maggio 1680) è stato un compositore, insegnante e pastore calvinista tedesco.
Seguendo l'esempio di altri umanisti del suo tempo, come Filippo Melantone, cambiò l'originario cognome tedesco Neumann, letteralmente "uomo nuovo", con la traduzione greca Neander.

## Biografia
Studiò teologia a Brema, laureandosi nel 1670. Nel 1674 divenne professore di latino a Düsseldorf, incarico che ricoprì fino al 1679. In questo periodo era solito recarsi in una forra del fiume Düssel a cercare ispirazione nella composizione di inni. Divenuto infine pastore calvinista, soggiornò a Brema fino alla morte nell'anno successivo a causa della tubercolosi.
Neander è considerato uno dei maggiori produttori di inni sacri delle Chiese riformate; tra circa i 60 da lui composti alcuni sono divenuti famosi in tutto il mondo, come ad esempio Lobe den Herren, den mächtigen König der Ehren, usato da Bach nella sua omonima cantata.
La sua fama crebbe nel XIX secolo al punto che la valle da lui amata venne ribattezzata "Valle di Neander" (Neandertal, con la moderna grafia tedesca); l'area divenne famosissima a partire dal 1856, quando vi vennero ritrovati i primi reperti di Homo neanderthalensis.